# Silke Renk
Silke Renk (Querfurt, 30 juni 1967) is een Duitse atlete, die gespecialiseerd was in het speerwerpen. Ze werd olympisch kampioene en meervoudig Duits kampioene op dit onderdeel. Ze nam driemaal deel aan de Olympische Spelen en won hierbij één gouden medaille.

## Biografie
Op de Olympische Spelen van 1988 in Seoel vertegenwoordigde ze Oost-Duitsland bij het speerwerpen. Met 66,38 m behaalde ze een vijfde plaats. Op het EK 1990 in Split werd ze vierde. Op de wereldkampioenschappen atletiek 1991 in Tokio behaalde ze haar eerste medaille op een groot toernooi en keerde met het brons naar huis.
Haar beste prestatie van haar sportcarrière behaalde ze een jaar later namens Duitsland door op de Olympische Spelen van 1992 in Barcelona een gouden medaille te winnen. Met een beste poging van 68,34 m bleef ze Natalja Sjikolenko, die uitkwam voor het Gezamenlijk team op de Olympische Spelen, met slechts 8 cm voor. Haar landgenote Karen Forkel behaalde brons met 66,86. Op de Olympische Spelen van 1996 in Atlanta was haar 59,70 niet voldoende om zich te kwalificeren voor de finale.
Renk was aangesloten bij SC Chemie Halle (later SV Halle). Na haar sportcarrière werd ze vicepresident van SV Halle.

## Titels
- Olympisch kampioene speerwerpen - 1992
- Duits kampioene speerwerpen - 1992, 1993

## Persoonlijk record
| Onderdeel   | Prestatie | Datum        | Plaats  |
| ----------- | --------- | ------------ | ------- |
| speerwerpen | 71,00 m   | 25 juni 1988 | Rostock |

## Palmares

### Speerwerpen
- 1988: 5e OS - 66,38 m
- 1989:  Universiade - 66,10 m
- 1990: 4e EK - 64,76 m
- 1991:  WK - 66,80 m
- 1992:  OS - 68,34 m
- 1992:  Grand Prix Finale - 62,10 m
- 1993: 6e WK - 64,00 m